# Jean Lasserre

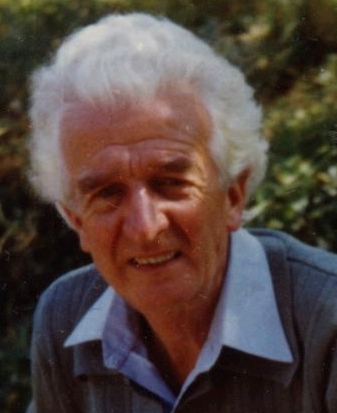
Jean Lasserre (1978)

Jean Lasserre (* 28. Oktober 1908 in Genf; † 22. November 1983 in Lyon) war ein schweizerisch-französischer Pfarrer und Pazifist. Er war Pfarrer der reformierten Kirche Frankreichs, Friedenstheologe, Reisesekretär des französischen Zweiges des Internationalen Versöhnungsbundes und Herausgeber der Cahiers de la Réconciliation, dessen französischsprachiger Zeitschrift. Sein Buch Der Krieg und das Evangelium (französisches Original 1953) machte ihn international bekannt.

## Leben

### Herkunft
Lasserres Vater, Henri Lasserre (* 4. Juli 1875 in Genf; † 26. Mai 1945 in Toronto, Kanada), war von Nationalität Schweizer. Seine Familie stammte als Hugenotten aus Pont-de-Camarès (Frankreich), emigrierte aber 1749 in die Schweiz. Henri Lasserre interessierte sich früh für die Gedanken von Tolstoi und das Leben in Kommunitäten und wanderte später nach Kanada aus. Jean Lasserre widmete sein Buch Der Krieg und das Evangelium dem Gedenken seines Vaters.
Seine Mutter, Marie Schnurr (* 12. Januar 1878 in Lyon; † 19. Februar 1960 ebendort), war Künstlerin und Botanikerin. Nach der Scheidung der Eltern lebte Jean Lasserre ab 1909 in Lyon. 1930 wurde er französischer Staatsbürger.

### Studium und Begegnung mit Dietrich Bonhoeffer
Jean Lasserre studierte von 1926 bis 1930 Theologie in Paris und danach bis 1931 in New York. Ab September 1930 war Lasserre Seminarist am Union Theological Seminary in New York. Dort lernte er zwei weitere europäische Stipendiaten kennen, Erwin Sutz und Dietrich Bonhoeffer. Dietrich Bonhoeffer hatte noch kurze Zeit zuvor den Versailler Vertrag angegriffen. Trotzdem zeigte er dem französischen Zimmernachbarn gegenüber keine Ressentiments. Der gemeinsame Besuch des Films Im Westen nichts Neues nach dem gleichnamigen Roman von Erich Maria Remarque veränderte die Beziehung der beiden zueinander nachhaltig, aus „Erzfeinden“ wurden Freunde. Im Anschluss an das Studienjahr bereisten Jean Lasserre und Dietrich Bonhoeffer im Auto gemeinsam die Vereinigten Staaten und Mexiko und hielten als ehemalige „Feinde“ in Victoria (Mexiko) Vorträge zur Friedensfrage. Die Begegnung mit Lasserre dürfte Bonhoeffer den entscheidenden Anstoß gegeben haben, nach seiner Rückkehr nach Deutschland ganz neu die Botschaft der Bergpredigt in seinem Buch Nachfolge zu ergründen.
In den Folgejahren begegneten sich beide noch verschiedentlich: 1931 bei der ökumenischen Konferenz in Cambridge, 1932 in Les Houches im Tal von Chamonix, 1934 auf der Ökumenischen Jugendkonferenz des Weltbundes für Freundschaftsarbeit der Kirchen auf Fanø und im selben Jahr in Jean Lasserres Arbeitergemeinde in Bruay-en-Artois. Mindestens bis zur Verhaftung Dietrich Bonhoeffers im April 1943 hielten sie über den Soldaten der deutschen Wehrmacht Heinrich Gellermann brieflich Kontakt. Jean Lasserre verbrannte die Briefe noch während der deutschen Besatzung Frankreichs aus Sorge um sich und seine Familie.

## Wirken

### Pfarramt, Familie, Résistance und Kampf gegen Alkoholismus, Rassismus und Prostitution
Nach Abschluss seines Theologiestudiums war Jean Lasserre von 1932 bis 1938 Pfarrer in der reformierten Arbeitergemeinde Bruay-en-Artois. Hier heiratete er 1938 Geneviève Lasserre-Marchyllie (* 8. März 1912 in Calais; † 11. April 1991 in Lyon). Sie hatten gemeinsam drei Kinder. Als Dietrich Bonhoeffer ihn dort besuchte, machte dieser erste Erfahrungen mit einer Straßenpredigt unter Arbeitern. Lasserre kämpfte in der Gemeinde gegen Alkoholismus und Rassismus.
Von 1938 bis 1949 war Lasserre Pfarrer in Maubeuge. Während des Zweiten Weltkrieges „tritt er gegen seine pazifistische Überzeugung […] in sein Regiment ein, wohl wissend, dass ‚ich damit meinem Herrn untreu werde‘“. Er versteckte für die Résistance zwei Radioempfänger, die von London aus präpariert worden waren, um Munitionstransporte zu sabotieren. Bei der Explosion kam niemand ums Leben. Nach Kriegsende wurde er vom Ortsbürgermeister in einem improvisierten und illegalen Gerichtsverfahren gegen Kollaborateure als Verteidiger eingesetzt. Es gelang ihm wenigstens in einem Fall die Todesstrafe abzuwenden.
1946 startete er eine Kampagne gegen Prostitution (vgl. sein Buch Comment les maisons furent fermées, 1955).
Von 1949 bis 1953 war Lasserre Pfarrer in Épernay. Hier verfasste er mit Der Krieg und das Evangelium sein erstes Buch zur Friedenstheologie. Von 1953 bis 1961 war er Pfarrer der Fraternité in St. Étienne und von 1969 bis 1973 Pfarrer in Calais.

### Friedensarbeit für den Internationalen Versöhnungsbund
Als Mitglied des französischen Zweiges des Internationalen Versöhnungsbundes, der 1921 u. a. von Henri Roser begründet worden war, wurde Lasserre 1961 Reisesekretär des Internationalen Versöhnungsbundes. Als Martin Luther King jun. am 29. März 1966 in Lyon vor 5000 Personen eine Rede hielt, war Jean Lasserre einer der Organisatoren. Er wirkte mit im Kampf gegen den Krieg in Algerien und im Kampf gegen Folter, verteidigte bei Prozessen als Zeuge Kriegsdienstverweigerer und arbeitete dabei eng mit Jean Goss, dem Ehemann von Hildegard Goss-Mayr, zusammen.
Eine Auswahl seiner Vorträge erschien 1965 in Lasserres zweitem Buch zur Friedenstheologie Les Chrétiens et la Violence; für die zweite Auflage 2008 verfasste Frédéric Rognon ein Vorwort und versah das Buch mit Erläuterungen. Auf Deutsch erschien es 2010 unter dem Titel Die Christenheit vor der Gewaltfrage. Die Stunde für ein Umdenken ist gekommen.
Von 1957 bis 1968 und erneut von 1977 bis 1978 war er Herausgeber der Cahiers de la Réconciliation, der Zeitschrift des französischsprachigen Versöhnungsbundes.
1966 bereiste Lasserre Afrika, besonders im Kontakt zur Kimbanguistenkirche in Französisch-Kongo (heute Republik Kongo) und verhalf ihr zur Mitgliedschaft im Ökumenischen Rat der Kirchen. – Auch nachdem Lasserre 1973 in den Ruhestand gegangen war, blieb er in ständigem Kontakt mit dem Larzac-Kampf (gegen die Ausweitung eines Truppenübungsgeländes), der Arche-Kommunität und im Kampf gegen Atomwaffen. Ab 1975 gestaltete Lasserre deutsch-französische Treffen mit theologischen Studien zum Thema Evangelium und Gewaltfreiheit.

## Bedeutung
Zusammen mit dem mennonitischen Theologen John Howard Yoder trug Jean Lasserre wesentlich dazu bei, die Position der christlichen Pazifisten im Sinne der Seligpreisung Jesu im Matthäusevangelium 5,9, „Selig sind, die Frieden stiften [lateinisch „pacifici“], denn sie werden Gottes Kinder heißen“, in der Folge der Puidoux-Konferenzen zu vertreten. Yoder und Lasserre setzten sich entschieden dafür ein, das Trilemma der ökumenischen Konferenz von 1948 in Amsterdam zu überwinden, nach dem zwar erklärt worden war, dass der Krieg nach Gottes Willen nicht sein dürfe, dennoch aber drei verschiedene Positionen innerhalb der Christenheit gegenüber der Gewaltfrage gleichberechtigt zu gelten hätten, die Position der ultima ratio, der Staatsräson und der unbedingten Ablehnung tötender Gewalt durch die Friedenskirchen. Lasserre begründete den kategorialen Unterschied zwischen einer nicht-tötenden und einer tötenden Gewaltanwendung. Er schuf den Begriff der Konstantinischen Häresie, die seit der Vereinigung von Staat und Kirche infolge der Konstantinischen Wende zum Staatschristentum das Evangelium von Jesus von Nazareth und seiner uneingeschränkten Gewaltfreiheit verfälsche. Lasserre wandte sich gegen die Anwendung tötender Gewalt sowohl im Zusammenhang mit staatlichen Kriegen – dabei bestritt er auch nach militäreigener Logik den Sinn von Verteidigungskriegen – als auch in bewaffneten Befreiungskämpfen gegen die europäische Kolonialherrschaft, besonders in Afrika.

## Werke (Auswahl)
- La Guerre et l’Evangile. Paris, 1953. Deutsche Übersetzung Der Krieg und das Evangelium; Chr. Kaiser Verlag, München, 1956 (enthalten im Handbuch Christlicher Friedenstheologie, CD-ROM, Digitale Bibliothek, Berlin 2004, ISBN 3-89853-013-2). Englische Übersetzung: War and the Gospel; James Clarke & Co. Ltd, London, 1962. Amerikanische Übersetzung War and the Gospel; Herald Press, Scottdale, Penn., 1974.
- Comment les « maisons » furent fermées, Genf 1955.
- Les Chrétiens et la Violence. Editions de la Réconciliation, Paris 1965. Zweite Auflage mit einem Vorwort von Frédéric Rognon, Lyon 2008. Deutsche Übersetzung: Die Christenheit vor der Gewaltfrage. Die Stunde für ein Umdenken ist gekommen. Aus dem Französischen von Dietlinde Haug, Hrsg. Matthias Engelke und Thomas Nauerth. LIT Verlag, Berlin 2010, ISBN 978-3-643-10689-6.
- Un contresens tenace. Jésus chassant les marchands du temple. Jean 2, 13–17. Paris 1967.
- Armée ou défense civile non-violente ? Ouvrage collectif publié par Combat non violent. La Clayette 1975.
- La Tour de Siloé. Jésus et la résistance de son temps. Lyon 1981.
- La Défense Nationale Militaire est-elle crédible ? Lyon 1982.
- Jésus, ce non-violent – Écrits biographiques et théologiques et souvenirs de Dietrich Bonhoeffer. Textes rassemblés par Christiane Lasserre. Éditions Olivetan, 2018, ISBN 978-2-35479-439-2.

Weitere Artikel:
- Questions sur le chrétien et la guerre. Cahiers de la Réconciliation. Bulletin mensuel d'information du groupe français du Mouvement international de la Réconciliation. Nr. 11, Paris 1949, S. 4–6.
- L’enseignement du Nouveau Testament sur la guerre (thèses). Cahiers de la Réconciliation. Nr. 9–10, Paris 1951, S. 14–15.
- Le Bien dans Romains 13. Cahiers de la Réconciliation. Nr. 1, Paris 1956, S. 2–6.
- Non violence et révolution armée. Alternatives non violentes. Lyon 4. Quartal 1973, S. 16–22.
- Non violence et Ancien Testament. Théologie et non violence. 2e session. Non violence et Ancien Testament. Actes de la session tenue à l'Arbresle du 22 au 27 mars 1976. Paris 1985, S. 3–9.
- David et la non violence. Compte-rendu d'un groupe de travail. Théologie et Non violence. 2e session. Non violence et Ancien Testament. Actes de la session tenue à l'Arbresle du 22 au 27 mars 1976. Paris 1985, S. 48–50.
- Notes critiques (sur l’ensemble de la session). Théologie et non violence, 3e session. L’attitude de premiers chrétiens face au service militaire. Actes de la session tenue à Orsay. Pâques 1977, Paris 1986; S. 108–111.
- Romains 13, 1–7. Théologie et non violence, 4e session. Résistance et soumission dans la Bible. Actes de la session tenue au Liebfrauenberg (Alsace) du 9 au 13 avril 1978. Paris 1988; S. 86–95. Artikel 1957–1982: Le Courage de la vérité. Juni 1957.